# Giovanni Maria Falconetto

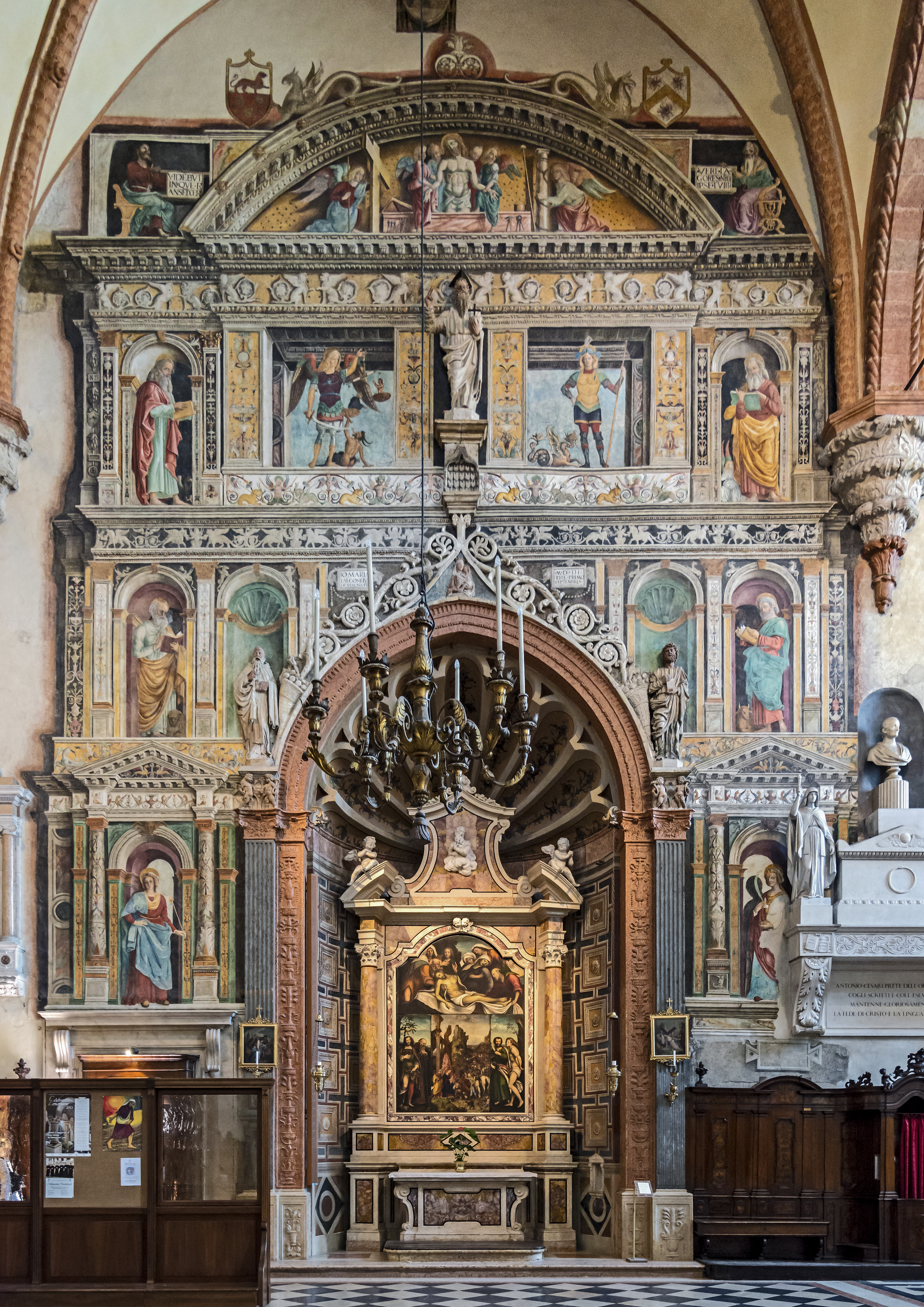
Afrescos da Catedral de Verona 1503

Giovanni Maria Falconetto (Verona, 1458 — Pádua, 1534) foi um pintor e arquiteto italiano.